# Font del Gavatxó
La font del Gavatxó és una font situada al paratge de les Escaleras, més enllà de la font de Sant Valentí, al terme d'Olesa de Montserrat. També és coneguda com a font del Boter. De fet, el nom gavatxó fa referència a la peça de ferro que fixa de manera provisional els cèrcols de les botes.
La font està feta amb pedra seca, i la cisterna està construïda amb maons.